# Costa de Almería (equipo ciclista)
Costa de Almería fue un equipo ciclista español que contó durante sus años de existencia con el patrocinio de empresas como Jazztel y Paternina.
Durante sus años de existencia la formación contó con corredores como José Ángel Gómez Marchante y David Herrero.

## Corredor mejor clasificado en las Grandes Vueltas
| Año  | Giro de Italia | Tour de Francia | Vuelta a España                |
| ---- | -------------- | --------------- | ------------------------------ |
| 2000 | -              | -               | 41.º Eleuterio Anguita         |
| 2001 | -              | -               | 32.º Eleuterio Anguita         |
| 2002 | -              | -               | 27.º José Antonio Pecharromán  |
| 2003 | -              | -               | 41.º Carlos Torrent            |
| 2004 | -              | -               | 8.º José Ángel Gómez Marchante |

## Paternina y Costa de Almería como patrocinadores
Paternina ha patrocinado a otros equipos: uno fue la continuación del Orbea de los años 80 y el otro a principios de los años 90 donde corrieron los directores deportivos Neil Stephens, Xabier Carbayeda y Jose Luis Laguía.
Por su parte Costa de Almería patrocinó al equipo italiano Amica Chips-Costa de Almería en el año 1999.

## Historia del equipo

### 2000
El equipo logró su primera victoria en octubre en Portugal, donde en la segunda etapa del G. P. CTT Correios de Portugal se impuso Carlos Torrent, con su compañero Mario Traversoni segundo.

### 2001
Pedro Díaz Lobato ganó la primera etapa de la Vuelta a Andalucía, con meta en Córdoba.
Serguei Smetanine ganó la segunda etapa de la Semana Catalana, siendo segundo su compañero Carlos Torrent.
Aitor Kintana fue segundo en la Vuelta a La Rioja, subiendo así al podio de Logroño en una edición en la que el equipo logró meter a tres corredores entre los diez primeros de la clasificación general.

### 2002
Gonzalo Bayarri fue segundo en los dos sectores (el matinal en ruta y el vespertino contrarreloj) disputados en Elgóibar durante la última jornada de la Vuelta al País Vasco, siendo superado en ambos por David Etxebarria (Euskaltel-Euskadi), aunque su buena actuación le permitió subir al podio como tercer clasificado en la general. Poco después se adjudicó la Subida al Naranco.
Carlos Torrent ganó la Vuelta a La Rioja, carrera en la que también se impuso en la primera etapa y fue segundo en la siguiente.
José Antonio Garrido logró una victoria de etapa en la Volta a Cataluña.
El 30 de junio el murciano Juan Carlos Guillamón se proclamó Campeón de España en ruta durante los campeonatos disputados en Salamanca.
Serguei Smetanine ganó una etapa de la Vuelta a España al llegar victorioso a la meta de Gijón gracias a una fuga que se vio beneficiada por una caída de sesenta corredores en el pelotón perseguidor que marcó el desarrollo de la etapa. El ruso logró así la que era la primera victoria de etapa del equipo en una gran vuelta.

### 2003
Rafael Casero ganó una etapa de la Vuelta a la Comunidad Valenciana. José Antonio Garrido ganó el sector matinal (en ruta y con final en el Alto de Navacerrada) de la segunda etapa de la Clásica de Alcobendas. Ricardo Valdés ganó una etapa de la Vuelta a Asturias, ronda en la que su compañero Carlos Torrent fue segundo en dos etapas.
José Antonio Pecharromán ganó la Euskal Bizikleta, así como tres etapas. Pecharromán se impuso posteriormente en la Volta a Cataluña.
Casero fue segundo en el Campeonato de España en ruta disputado en Alcobendas; el valenciano lanzó el sprint demasiado pronto y fue superado por Rubén Plaza (iBanesto.com), en una prueba en la que los tres escapados coparon los tres puestos de podio.
Pedro Díaz Lobato ganó una etapa de la Vuelta a España al llegar en solitario a la meta de Las Rozas de Madrid.
Lobato ganó el Memorial Manuel Galera.

### 2004

#### Apoyo de Lobato a Manzano y represalias
En marzo de 2004 el exciclista Jesús Manzano reveló en una entrevista al diario As las prácticas de dopaje que había empleado durante su paso por el equipo Kelme, prácticas que estarían realizadas de manera sistemática y organizadas por la propia estructura del equipo. El pelotón le criticó y restó credibilidad a su denuncia, al tiempo que la ACP redactó un documento contra Manzano para que los ciclistas españoles lo firmaran coincidiendo con la disputa de la Semana Catalana. El exciclista Darío Gadeo, retirado con 28 años tras su paso por el Costa de Almería-Paternina, llamó al programa El Larguero de la Cadena SER para apoyar a Manzano.
Pedro Díaz Lobato, uno de los pocos ciclistas que se negó a firmar el manifiesto de la ACP, se convirtió en el primer corredor en activo que denunciaba el dopaje existente en el ciclismo. El pelotón le hizo el vacío y el ciclista madrileño renunció a participar en la Vuelta al País Vasco por el ambiente enrarecido. Lobato denunció posteriormente que los directores (Moreno y Oliver) se negaban a llevarle a ninguna carrera con objeto de anularle como deportista, en una situación que calificó de maltrato psicológico; el sacerdote Enrique de Castro reveló que el corredor estaba recibiendo amenazas en su teléfono móvil. Su director Juan Martínez Oliver aseguró que Lobato estaba "acabado" como ciclista.

#### Temporada deportiva
José Ángel Gómez Marchante ganó una etapa del G. P. CTT Correios de Portugal. Carlos Torrent logró también un triunfo parcial en el G. P. MR Cortez.
Ion del Río, que completaba su primera temporada en las filas de un equipo profesional, fue segundo en el sector matinal en ruta de la última jornada de la Euskal Bizikleta, por detrás del ruso Dmitri Konyshev.
Jonathan González Ríos ganó una etapa de la Vuelta a La Rioja, carrera en la que su compañero Marchante fue segundo en la general final. En la Vuelta a Asturias el equipo logró dos victorias de la mano de David Herrero y Jonathan González (la etapa reina con final en el Alto del Acebo).
El irlandés Dermot Nally compitió en varias carreras poco frecuentes en el calendario de los equipos españoles, como la Vuelta a Cuba (en la que fue segundo en la etapa con final en Cienfuegos, batido al sprint por Jurgen van Pelt) y la FBD Milk Ras, una carrera de su país natal en la que ganó una etapa además de ser segundo y tercero en otras dos. 
Jorge Ferrío ganó la Clásica de los Puertos.
Marchante fue octavo en la Vuelta a España.

### Epílogo

#### Caso Costa de Almería
El presidente del equipo ciclista, José Luis Aguilar (PP) era también vicepresidente de la Diputación Provincial de Almería, el principal patrocinador del equipo en sus cinco temporadas de existencia a través de su Patronato de Turismo. Tras la salida de Aguilar de la institución los servicios jurídicos de la Diputación almeriense detectaron posibles irregularidades en ese campo. En su informe sobre el caso el gabinete jurídico aseguraba que se había actuado en fraude de ley falseándose documentos y realizándose una serie de actos y resoluciones manifiestamente contrarias a la ley con objeto de desviar fondos públicos para sufragar actividades de forma ilícita, considerando que el patrocinio del equipo fue desarrollado de forma irregular desde sus inicios, siendo todos los actos de concesión de subvenciones y contratos de patrocinio nulos de pleno derecho. El informe apuntaba asimismo al diputado provincial del PP y exvicepresidente del club Manuel Alías por ser la autoridad que firmaba los contratos de patrocinio sin recurrir a ningún tipo de procedimiento o expediente. Los servicios jurídicos de la Diputación destacaban la posible comisión de supuestos delitos como falsedad, prevaricación, tráfico de influencias y malversación, pidiendo la remisión del caso a la Justicia penal.
Dicho informe fue entregado a la Fiscalía de Almería, que tras estudiar el caso decidió abrir diligencias de investigación y formuló la denuncia del caso. El pleno de la Diputación aprobó por mayoría (con abstención del PP) la personación de la institución como acusación particular. El Juzgado de Instrucción n.º 1 de Almería llamó a declarar a Aguilar como imputado el 25 de julio, aunque el secretario general del PP de Almería y portavoz del Grupo Popular en el Ayuntamiento de la capital no acudió porque no recibió la notificación. El juez volvió a citarle para el 5 de octubre; en esa ocasión Aguilar sí compareció, mostrando a la salida su satisfacción por haber podido esclarecer lo sucedido tras haber dicho "toda la verdad y, además, documentada, como no podía ser de otra manera".
Aguilar fue finalmente absuelto y declarado inocente de los cargos imputados en el conocido como Caso Costa de Almería, aunque sí fue condenado en otros procesos relativos a las irregularidades cometidas durante su pertenencia a la Diputación almeriense, como en ACL Radio.

## Material ciclista
El equipo utilizó bicicletas Mendiz y Kuips.